# Ullanlinna
Ullanlinna (en suédois : Ulrikasborg) est un quartier et un district d'Helsinki, la capitale de la Finlande.

## Étymologie
Ullanlinna signifie la forteresse de Ulla. "Linna" (forteresse) vient d'une fortification qui y fut construite en cet endroit au XVIIIe siècle avec d'autres fortifications comme la forteresse de Suomenlinna. "Ulla" est le diminutif de Ulrique-Éléonore de Suède.

## Population

### Quartier d'Ullanlinna
Le quartier d'Ullanlinna (en finnois : Ullanlinnan kaupunginosa) a une superficie de 0,75 km2, sa population s'élève à 10 291 habitants(1.1.2010) et il offre 4 208 emplois (31.12.2008).

### District d'Ullanlinna
Le district d'Ullanlinna (en finnois : Ullanlinnan peruspiiri) a une superficie de 5,91 km2, sa population s'élève à 23 050 habitants(1.1.2010) et il offre 25 536 emplois (31.12.2008).

## Architecture
Au XIXe siècle, les habitants aisés de la classe moyenne d'Helsinki y avaient leur maison d'été. À la fin du XIXe siècle, les maisons de bois furent remplacées par des constructions de style Jugendstil.
Les constructions actuelles sont majoritairement de ce style Art nouveau.
Ullanlinna est le lieu des ambassades et des consulats.
L'ambassade de Russie à Helsinki fut très active pendant la période dite de finlandisation.
La colline de l'observatoire est le plus grand parc d'Ullanlinna.
On y trouve l'Observatoire astronomique conçu en 1825 par Carl Ludvig Engel dans le style architectural Néoclassique.
Le quartier abrite aussi le Musée du Design, le Musée de l'architecture finlandaise et l'Église Saint-Jean.

## Transports
Ullanlinna est accessible par quatre lignes de tramway: 1, 2-3, 10.
Ullanlinna est auusi accessible par deux lignes de bus: 24 et 17.
- 17 Kruununhaka - Kamppi - Viiskulma
- 24   Ullanlinna - Erottaja – Meilahti (Pont de Seurasaari )

## Habitants célèbres
- Lénine habita au Vuorimiehenkatu 35.
- Urho Kekkonen habita Puistokatu.
- Kaarlo Juho Ståhlberg habita au Tehtaankatu 4.

## Galerie de photographies

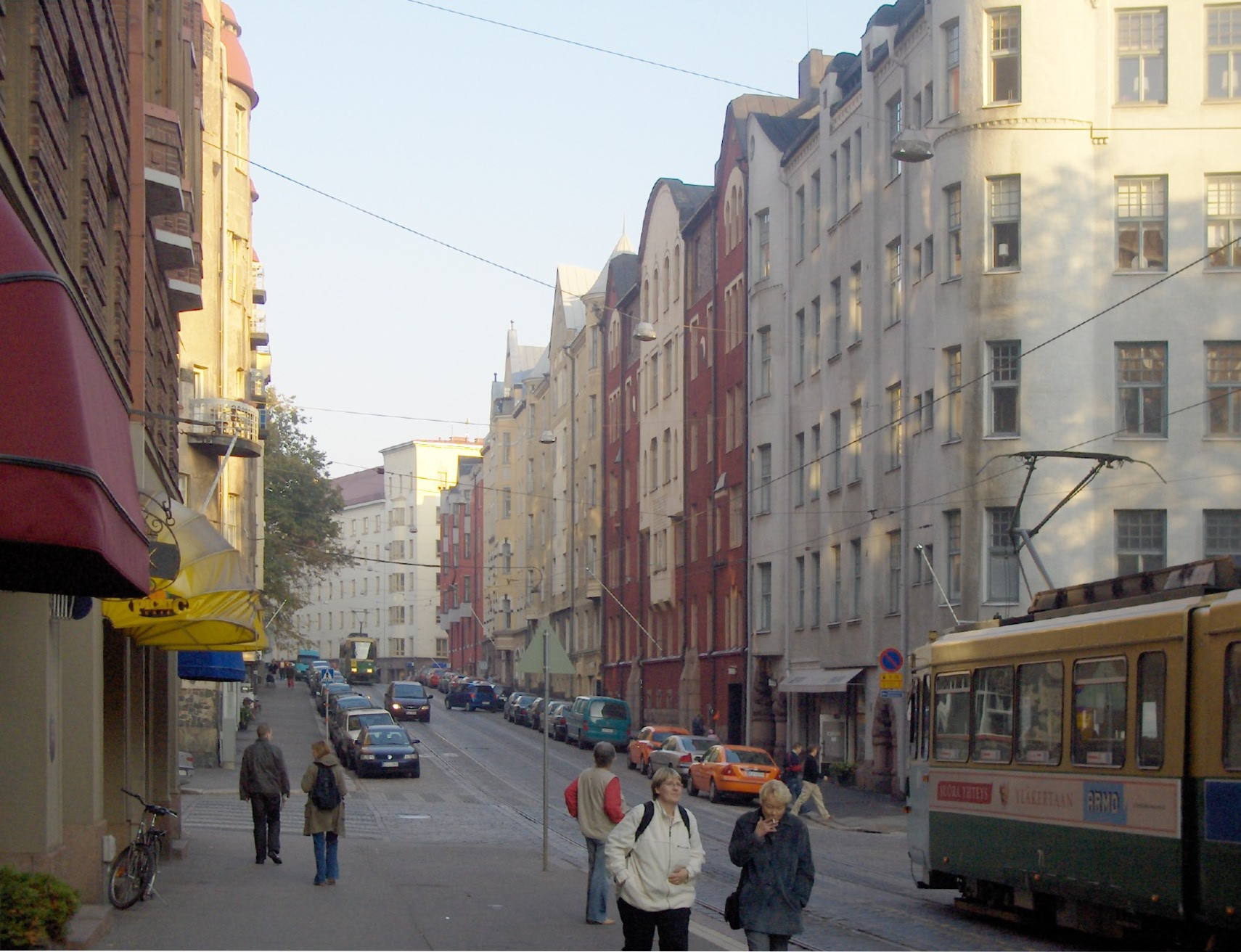
Tehtaankatu, une des principales rues du quartier d'Ullanlinna.
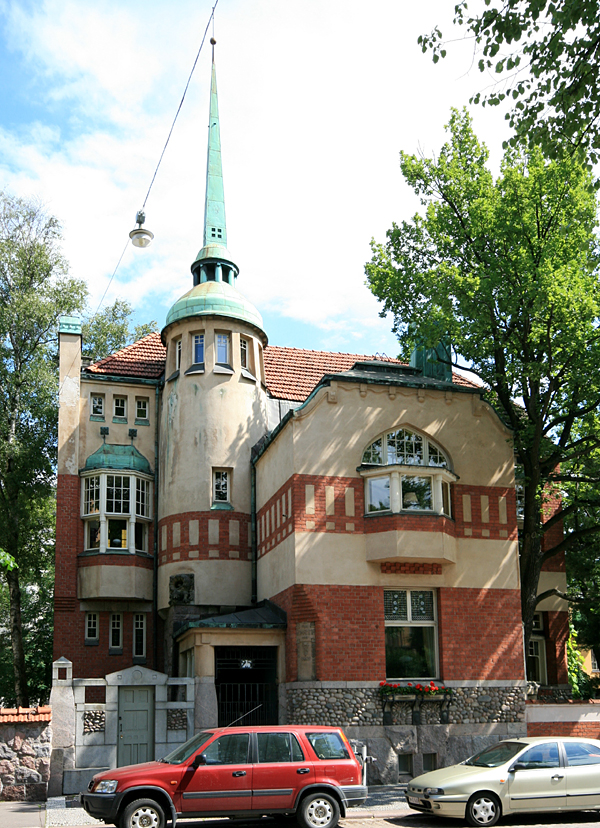
Villa Johanna[2] (1906).
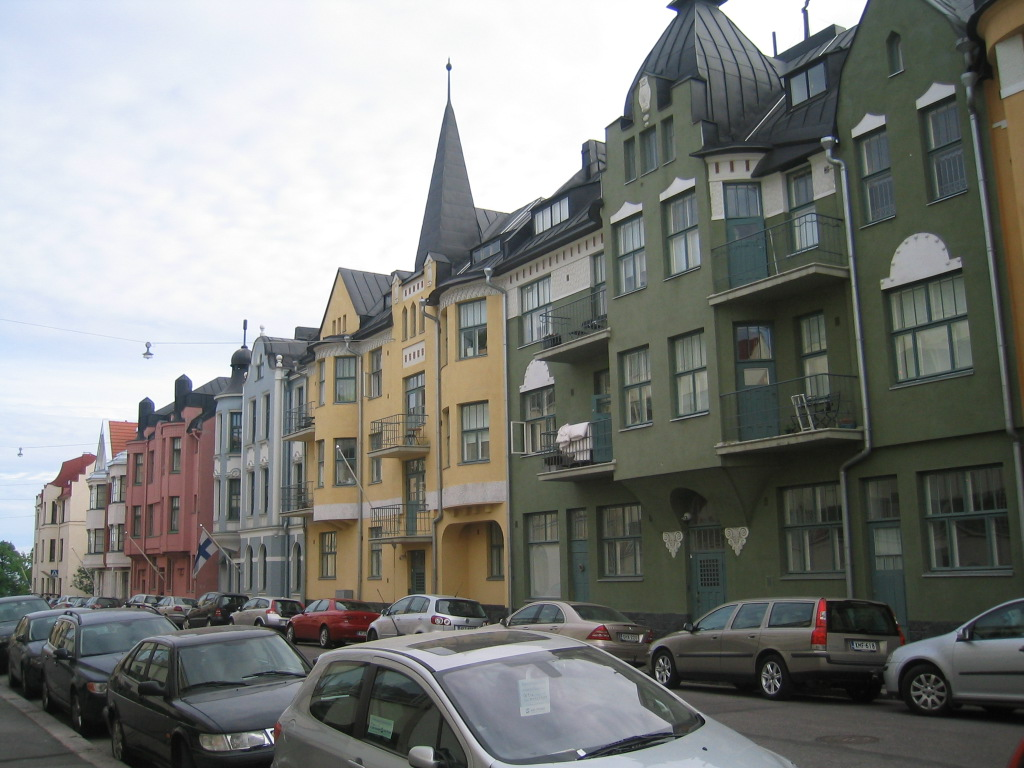
Huvilakatu.
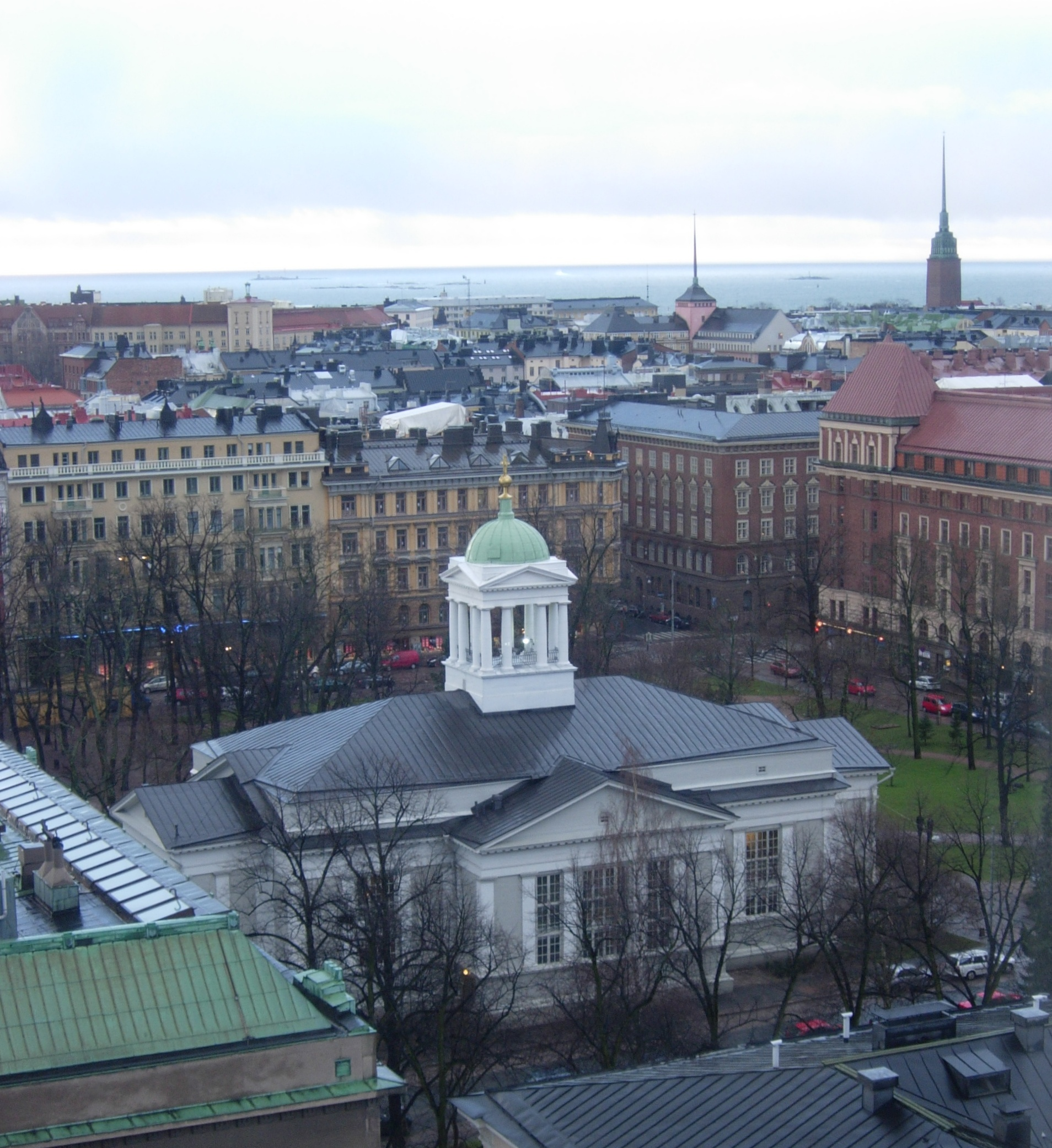
La vieille église.
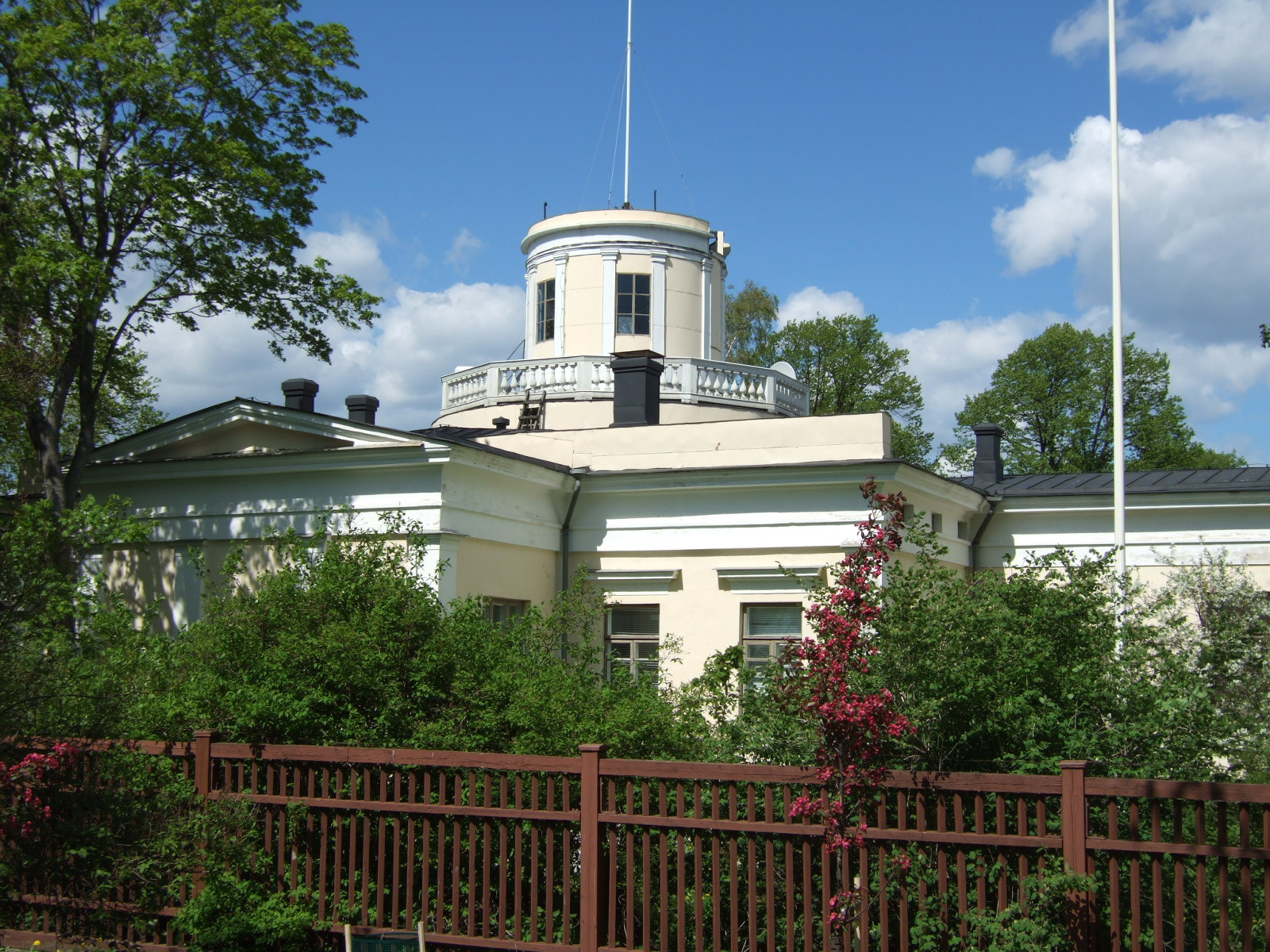
L'Observatoire de l'université.
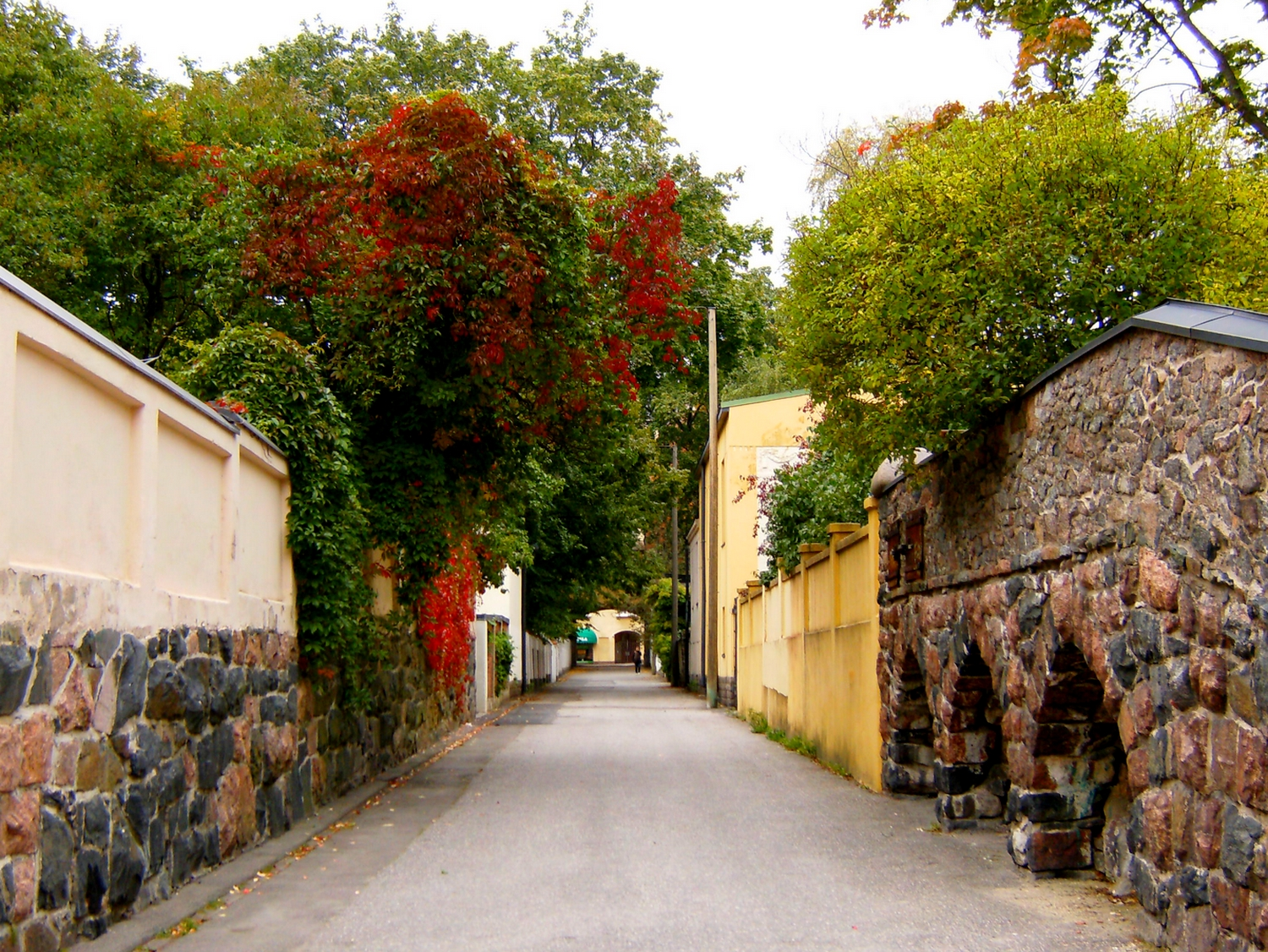
Huvilakuja.
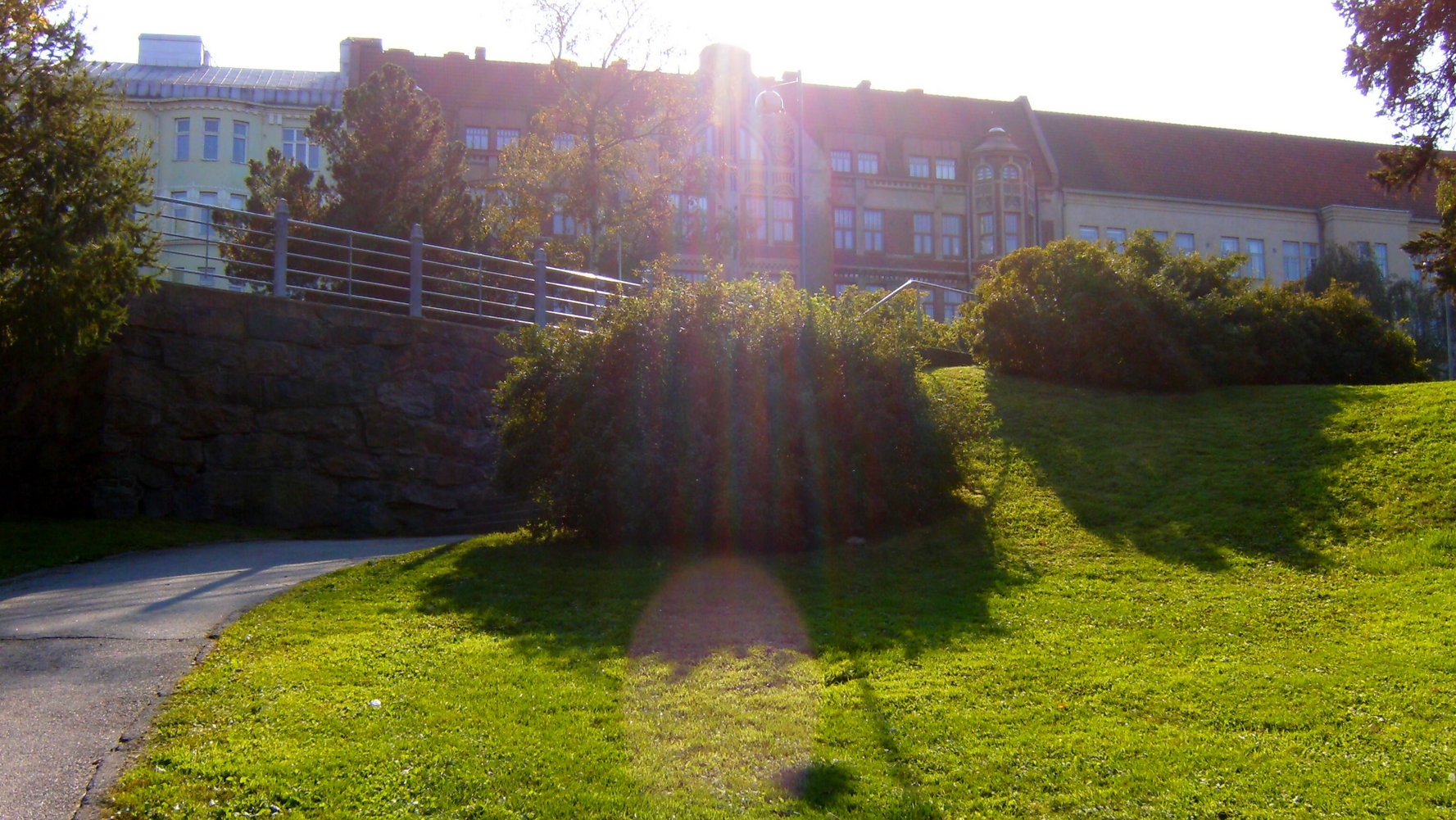
Proximité de la Johanneksenkirkko.
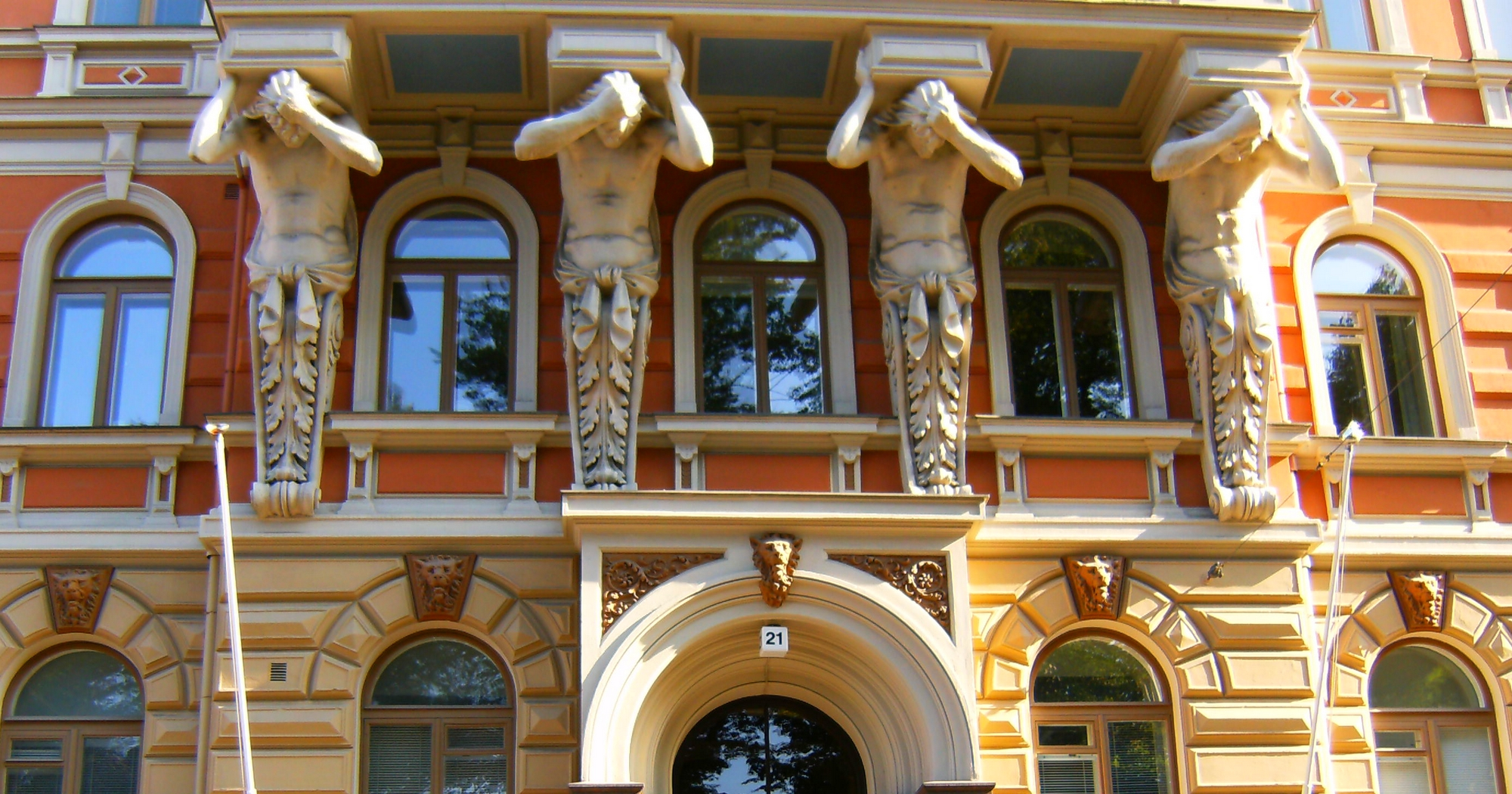
4, Punanotkonkatu.
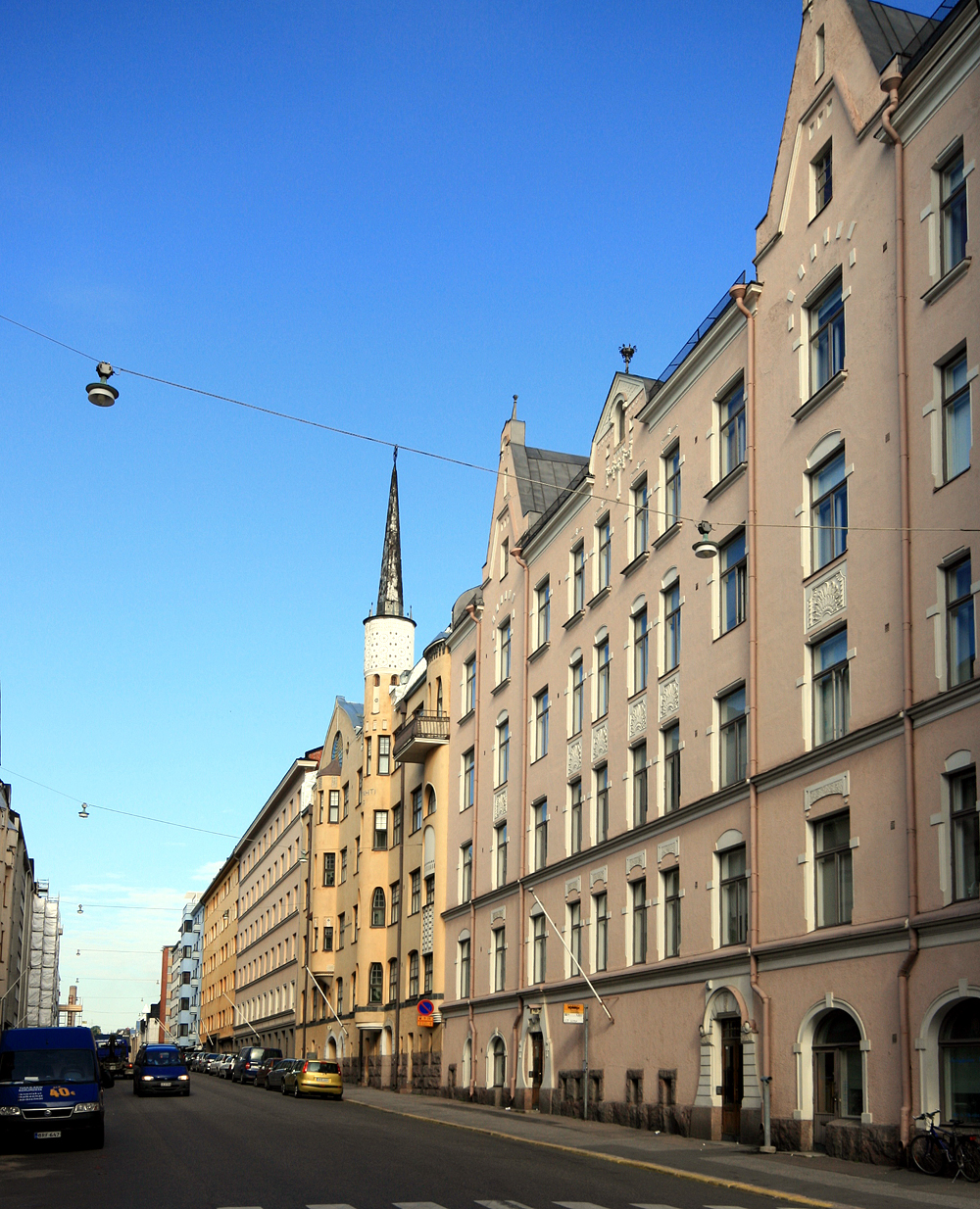
Pietarinkatu.
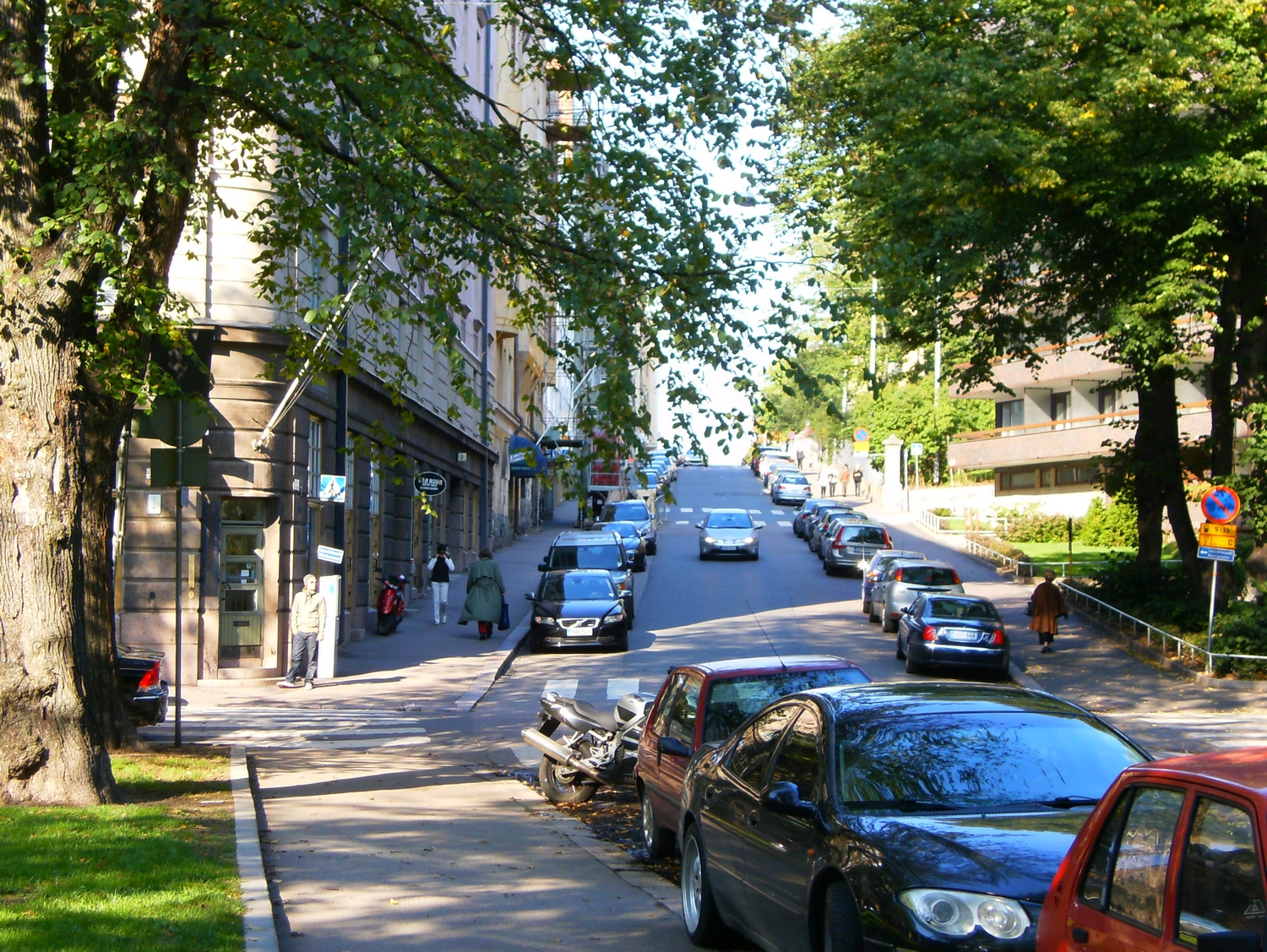
Kasarmikatu.
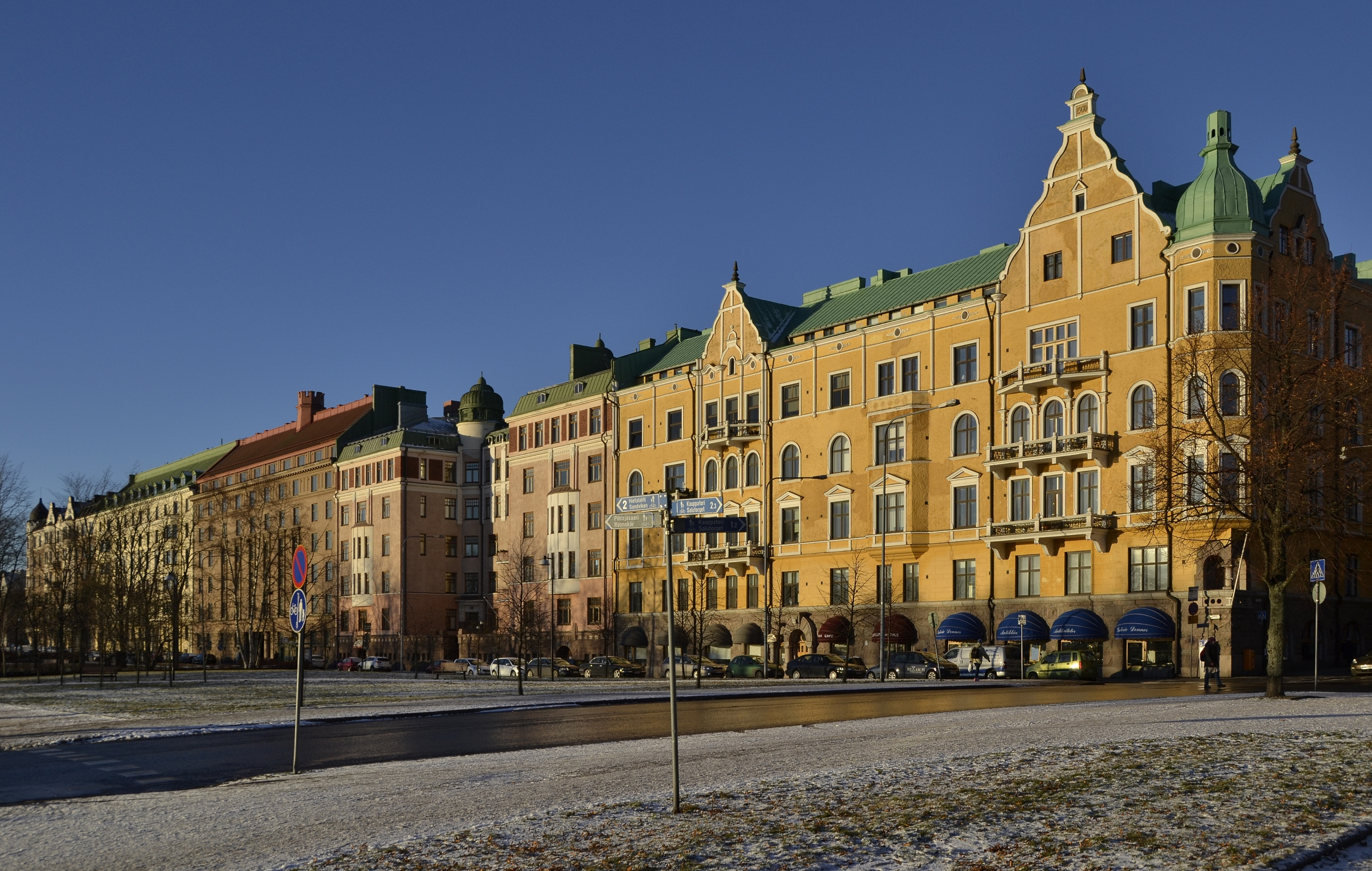
Merikatu.
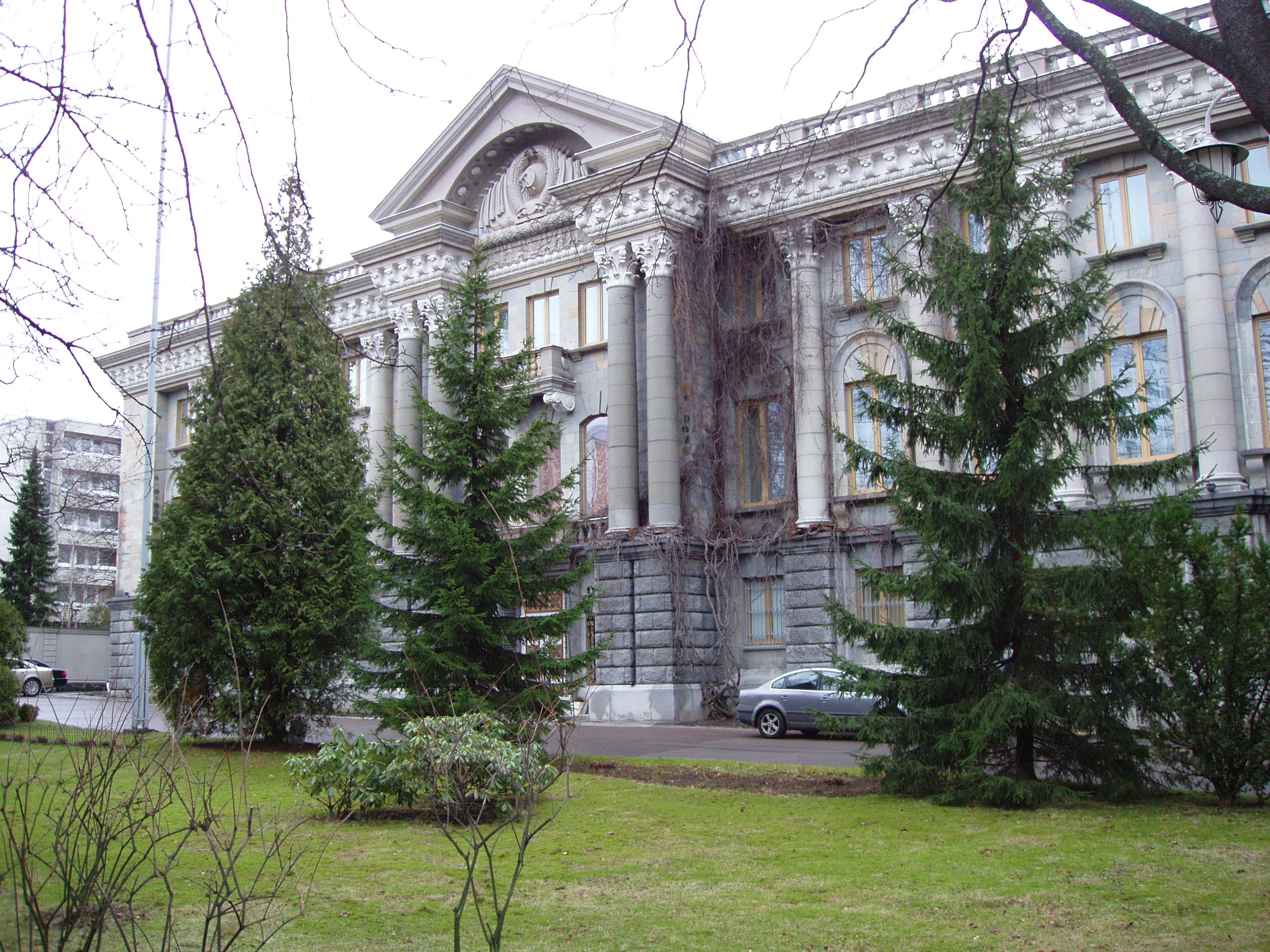
Ambassade de Russie à Helsinki.